# Ане (Оверейсел)
Ане (нід. Ane) — селище в нідерландській провінції Оверейсел. Входить до муніципалітету Гарденберг.
Його площа становить 8,54 км², а населення станом на 2021 рік складало 560 осіб.